# Australaves
Australaves är en nyligen definierad klad av fåglar, bestående av Eufalconimorphae (tättingar, papegojfåglar och falkfåglar) och ordningen Cariamiformes (innehåller seriemor och de utdöda "terrorfåglarna"). Den verkar vara en systergrupp till Afroaves. Liksom fallet med Afroaves så verkar de mest basala kladerna bestå av rovlevande nutida fåglar, vilket tyder på att detta är den ursprungliga livsföringen, men några forskare som Darren Naish är skeptiska till detta, eftersom en del utdöda representanter, som den växtätande Strigogyps, hade annan livsföring. Basala papegojor och falkar är vagt kråklika och troligen allätare. 
|                  | Falconiformes (falkar)                                                                   |
|                  |                                                                                          |
| Psittacopasserae | \| \| Psittaciformes (papegojor) \| \| \| \| \| \| Passeriformes (tättingar) \| \| \| \| |
|                  | \| \| Psittaciformes (papegojor) \| \| \| \| \| \| Passeriformes (tättingar) \| \| \| \| |
|                  | Psittaciformes (papegojor)                                                               |
|                  |                                                                                          |
|                  | Passeriformes (tättingar)                                                                |
|                  |                                                                                          |

|  | Psittaciformes (papegojor) |
|  |                            |
|  | Passeriformes (tättingar)  |
|  |                            |

|                  | Falconiformes (falkar)                                                                   |
|                  |                                                                                          |
| Psittacopasserae | \| \| Psittaciformes (papegojor) \| \| \| \| \| \| Passeriformes (tättingar) \| \| \| \| |
|                  | \| \| Psittaciformes (papegojor) \| \| \| \| \| \| Passeriformes (tättingar) \| \| \| \| |
|                  | Psittaciformes (papegojor)                                                               |
|                  |                                                                                          |
|                  | Passeriformes (tättingar)                                                                |
|                  |                                                                                          |

|  | Psittaciformes (papegojor) |
|  |                            |
|  | Passeriformes (tättingar)  |
|  |                            |

Kladogram över Australaves baserat på Prum, R.O. et al. (2015).